# 牟炅鍾
牟 炅鍾（モ・ギョンジョン、朝鮮語: 모경종、1989年8月10日 - ）は、大韓民国の政治家。李在明の側近で第22代韓国国会議員。本貫は咸平牟氏。

## 経歴
延世大学校独語独文学科卒。李在明が第35代京畿道知事だった際には青年秘書官を務め、共に民主党李在明党代表秘書室次長・院内副代表などを務めた。

## 活動
2025年現在、YouTubeで自身のチャンネル『みんな牟炅鍾（原文: 모두 모경종）』を運営している。

## エピソード
韓国で初の牟姓の国会議員である。